# Louis Bertholom
 (octobre 2019).
Si vous disposez d'ouvrages ou d'articles de référence ou si vous connaissez des sites web de qualité traitant du thème abordé ici, merci de compléter l'article en donnant les références utiles à sa vérifiabilité et en les liant à la section « Notes et références ».
Louis Bertholom né le 24 août 1955 à Fouesnant (Finistère) est un poète français.

## Biographie
Résidant à Quimper, Louis Bertholom est né d'une longue lignée de paysans bretonnants. Proche d'une certaine forme de bardisme, il ne tient pas à se laisser enfermer dans un style, une étiquette. Son inspiration prend son envol en Bretagne.
Proche de la nature, il exprime des émotions pures et sait se faire l'écho des passions de ce monde. Défenseur de toutes les causes humanistes et écologiques, il se passionne également pour la contre-culture américaine (Beat Generation), le peuple amérindien et l'histoire des premiers colonisateurs européens. C'est un poète nomade, libre et libertaire, profondément breton qui aime clamer en public ses révoltes et ses tendresses. C'est un électron libre du verbe qui ne correspond à aucune classification, aucun formatage.
En résumé, Louis Bertholom a subi l'influence de Glenmor, Xavier Grall et Youenn Gwernig mais aussi Jack Kerouac, Gary Snyder mais aussi tous les poètes de tous les continents qui, en partant de leurs racines, créent une œuvre ouverte vers l'universel, un rhizome de confluences verbales. Auteur de chansons, il est sociétaire SACEM depuis 1982.
Outre ses publications personnelles il publie régulièrement dans une quarantaine de revues (France et étranger) et figure dans plus de 80 anthologies de poésie, littérature, de conteurs et d'artistes de scène.
De plus, il est auteur et acteur de plusieurs créations et de spectacles scéniques depuis 1979, rédacteur et animateur d'émissions radiophoniques sur plusieurs radios libres dans les années 1980 et donne des ateliers d'écritures et du dire en milieux scolaires de tous niveaux (France et étranger).
Il est également critique dans des revues d'art et de littérature.
Il est membre du collectif Les Plumes du Paon, qui vise à promouvoir la production littéraire du Pays Bigouden, de l'association des écrivains bretons et de la Société des Gens de Lettres.
Il publie près de 25 livres de poésies et de récits, ainsi que 7 livres d'artiste avec des plasticiens. Il donne des récitals avec des musiciens de jazz et se produit en général dans toute la Bretagne mais aussi à l'extérieur de ce territoire ainsi qu'à l'étranger, où il est invité dans des festivals internationaux : en Amérique du Nord à 5 reprises (Québec, Ontario), Afrique (Bénin, Maroc), République tchèque, Roumanie, Serbie, Belgique, Russie…
Sa biographie a été écrite par Alain-Gabriel Monot sous le titre Louis Bertholom, le poème comme un cri, publiée en 2020 aux éditions Yoran Embanner.
Il enregistre deux albums CD et deux DVD en studio en tant qu'auteur-interprète avec des musiciens professionnels. Son dernier disque est accompagné d'un moyen-métrage en DVD de 26 minutes. 16 musiciens l'accompagnent parmi eux quelques artistes de jazz connus ou relativement connus dont Yvonnick Penven, Peter Gritz, René Goaër, Alain Trévarin, Gildas Scouarnec. Ce dernier CD-DVD est paru le 15 octobre 2008 et a obtenu un « coup de cœur » du grand prix du disque du Télégramme en janvier 2009. Il obtient le prix Xavier Grall pour l'ensemble de son œuvre. Il a été plusieurs fois finaliste du prix Poésie des écrivains bretons.
Il est traduit et publié dans 12 langues (textes épars, revue, anthologies) en breton, anglais, portugais (Brésil), espagnol (Mexique, Espagne), arabe (Maroc, Égypte), grec moderne, polonais, tchèque, roumain, serbe et russe. Il est également publié en Allemagne dans une revue russophone, et dans les pays de l'espace francophone (Bénin, Belgique, Suisse, Québec).

## Œuvres

### Ouvrages
- Poussière d'Ombres, éd. Blanc Silex, 1995. Préface Bruno Geneste.
- Aval glas, éd. Boijerie, livre d'artiste, 1996, illustrations de Jean-Loup Le Cuff.
- Glenmor, terre insoumise aux yeux de mer, éd. Blanc Silex, collectif, 1997. (avec Bruno Geneste).
- Les Ronces bleues, éd. Blanc Silex, 1998. Préface de Gil Refloch,
- Les Iles internes, éd. Blanc Silex, illustrations Youenn Gwernig, 2000.
- Le Rivage du Cidre (Récit), éd. Blanc Silex, illustrations Claude Huart, 2002.
- Pèlerin de l'infini, éditions Encres vives, 2006.
- Infinisterres, Les Éditions Sauvages, illustrations Marc Bernol, 2007.
- Proue, éd. Atelier de Villemorge, livre d'artiste, Angers, 2008.
- Amerika blues, Les Éditions sauvages, (avec hommage à Jack Kerouac), 2009.
- Le Magnifique, éd. Atelier de Villemorge, livre d'artiste, (hommage à Saint-Pol-Roux), Angers, 2010.
- Bréviaire de sel, éd. Jacques Renou/Atelier de Groutel, (hommage à Paul Quéré), Champleur (Sarthe), 2011.
- Bréviaire de sel, éd. livre d'artiste du plasticien Michel Remaud, fragments de textes, 2011.
- Les Ronces bleues, réédition augmentée, Les Éditions Sauvages, 2012. Préface Gil Refloch.
- Mordre le monde, frontispice Michel Remaud, Les Éditions Sauvages, 2012.
- Bréviaire de sel, Les Éditions Sauvages, 2013. Version augmentée. Préface A.G.Monot. peintures Paul Quéré.
- Paroles pour les silences à venir, Les Éditions Sauvages, 2015.Préface A-G. Monot, frontispice Francis Pessein,
- Brest l'anxieuse, Voltije Éditions LTD, livre d'artiste, peintures André Jolivet, 2015.
- Avec les orties du temps, frontispice Yann Pérennou, Les Éditions Sauvages, 2016.
- Nous te souvenons Glenmor, Éditions des Montagnes Noires, collectif, 2016 (avec Bruno Geneste).
- Mémoire des sources vives, Éditions des Montagnes noires, 2017.
- Le Rivage du cidre, réédition revue, corrigée et augmentée, Éditions des Montagnes Noires, 2018. Préface Mark Gléonec.
- L'enfant des brumes, Éditions Rafael de Surtis, 2018.
- Au milieu de tout, Les Éditions Sauvages, 2019.
- Blues-rock, Éditions Sémaphore, 2020.
- À mes amis envolés, oraisons funèbres et poèmes d'adieu, Éditions Vivre tout simplement, 2020. Préface Nicole Le Garrec
- Panthéos de l'aube, de LaOdina, 2021. Livre pauvre, 8 exemplaires numérotés, signés
- La lyre du silence, Les Éditions Sauvages, 2021.
- Passager du rivage, Les Éditions Sauvages, 2023.
- Le Graal de Kerouac, Les Éditions Sauvages, 2024.Préface Bruno Geneste
- Le rock transgressif vu de Bretagne, éditions de Montagnes Noires, 2024. Préface Alain-Gabriel Monot.
- Le calice de la pensée, Les Éditions Sauvages, (à paraître en 2025). Dessins de Marc Marchant.

### Disques CD
- Ma seule Terre, prod. Aval avel, distrib.Sobridis Musiques, 2004
- Vents solaires, (CD-DVD), prod. édition d'artiste/Aval avel, 2008. Coup de cœur du Grand Prix du Disque du Télégramme.
- Live à l'Archipel de Fouesnant, prod. Aval Avel, à paraître en 2025

#### Disques CD en tant qu'invité participant
- La légende de la Ville d'Ys, distrib. Keltia Musique, 2005 (récitant). De Pascal Rode avec l'ensemble Lyrzhin.
- Yelez (hommage à Xavier Grall), Jean-Marc Amis, 2013
- Les Anges du Bizarre, live, à paraître

### Pièce radiophonique
- Le Songe, d'Ernest Tosetti, participation en tant qu'acteur audio. Son: Youenn Manchec, 2009

### Ouvrages collectifs
- En Bretagne ici et là… 40 lieux, 40 auteurs, Éditions des Montagnes Noires, 2011.
- Auteurs des péninsules, 30 portraits de Bretagne, texte Alain-Gabriel Monot, photographies Catherine Le Goff, éditions Locus Solus, 2015.
- Brest des écrivains, Éditions Alexandrines, 2015.
- Yan Balinec, dans tous ses états et dans ses ailleurs. AEB édition, 2016.
- Les funérailles civiles, mode d’emploi. Éditions Vivre tout simplement, 2017.
- Regards croisés, conscience animale, de Serge Kergoat, Éd.S. K. Artiste Numérique, 2018.
- À l'horizon des terres infinies (Variations sur Paul Quéré), de Marie-Josée Christien, Les Éditions Sauvages, 2019.
- Chemin des poètes, 34è Printemps de Durcet, 2019.
- Marie-Josée Christien, passagère du temps et du réel, Éditions Spered Gouez, collection Parcours, 2020.
- Publications dans une soixantaine d' anthologies (France et étranger).
- Publications dans une quarantaine de revues (textes, poèmes et recensions…).
- Préfaces et postfaces d'une vingtaine d'ouvrages plusieurs ouvrages.

### Anthologies
- Guide répertoire pratique de la musique, Bretagne/Pays de Loire, dirigé par Patrick Berthelot  Éd.Cagec, 1986, 1987, 1988. Nantes
- Guide des musiques en Bretagne, Éd. Centre de Création musicale, 1983. Brest
- Poètes de Bretagne, Éditions Institut Culturel de Bretagne, 1995. Rennes
- Mille poètes, mille poèmes brefs, par Michel-François Lavaur, Éd. L’arbre à paroles, 1997 Belgique
- Sur la ligne d’ombre de l’eau, dirigé par Alain Le Roux, Éd. An Amzer, 2001. Plouzané
- Antr’acte, atelier poésie, Expression Culturelle Éditeur, 2001. Cognac
- Guide Culturel illustré de Bretagne, Éd. Ad.Lib, 2001, 2002. Rennes
- Les conteurs de Bretagne, Éd. Institut Culturel de Bretagne, par J-Marc Sochard, 2002 et 2007. Rennes
- Poésie de Bretagne d’aujourd’hui, dirigé par Max Pons, Éd. La Barbacane, 2002. Fumel
- Dictionnaire des écrivains bretons du XXè siècle, dirigé par Marc Gontard, Éd. PUR, 2002. Rennes
- Anthologie Sauvage, dirigé par Marie-Josée Christien, Éd. Spered Gouez, 2003. Carhaix
- Printemps des poètes, association Les Artonautes/Maison des associations, Quimper, 2004. Quimper
- Fleurs de citronniers, 333è, Éd. Encres Vives, 2006. Colomiers
- Proses de Bretagne, dirigé par Alain-Gabriel Monot, Éd. La Part commune, 2006. Rennes
- L’autre, atelier poésie, Expression Culturelle Éditeur, 2007. Cognac
- Terre ?, atelier poésie, Expression Culturelle Éditeur, 2008. Cognac
- Promenades littéraires en Bretagne, dirigé par Nathalie Couilloud, Éd. Coop-Breizh, 2009. Spezet
- Du rire aux larmes, atelier poésie, Expression Culturelle Éditeur, 2009. Cognac
- Visages de Poésie, Tome 3, dessins de Jacques Basse, Éd. Rafael de Surtis, 2010. Cordes Sur Ciel
- Anthologie du Festival de la Parole poétique du Pays de Quimperlé, 2012. Moëlan Sur Mer
- Traversée d’océan, voix poétiques Bretagne/Bahia, bilingue, Éd. Lanore, 2012. Paris
- Traces, atelier poésie, Expression Culturelle Éditeur, 20012. Cognac
- Rok, tome 2, dirigé par Frank Darcel, Les Éditions de juillet, 2012. Rennes
- Grandes voix francophones, 42 auteurs de la Francophonie, par Amine Laourou, 2013, Bénin/Québec
- Turbulences, atelier poésie, Expression Culturelle Éditeur, 2013. Cognac
- Visages de poésie, Xavier Grall parmi les siens, Éd. Rafael de Surtis, 2013. Cordes Sur Ciel
- Escapades, atelier poésie, Expression Culturelle Éditeur, 2014. Cognac
- L’éveil du myosotis, dirigé par Jean-Pierre Béchu et Marguerite Chamon, Les Éditions du Net, 2014. Paris
- Fenêtres, atelier poésie, Expression Culturelle Éditeur, 2015. Cognac
- Auteurs des péninsules, photos Catherine Le Goff, textes Alain-Gabriel Monot, Éd. Locus Solus, 2015
- Causeries au coin du poème, 90 poètes du système solaire, par Liam, Éditions FutureScan, 2015, Baye
- Les poètes et le Cosmique, par J-Pierre Béchu et Marguerite Chamon, Les Éditions du Net, 2015. Paris
- Quimper des écrivains, dirigé par Alain-Gabriel Monot, Éd. Alexandrines, 2016. Paris
- Éloge et défense de la langue française, P. Poblette, Claudine Bertrand, Éd. Unicité, 2016. Saint-Chéron
- Causeries au coin du poème, volume II, dirigé par Liam, Éditions FutureScan, 2016. Baye
- Plumes, atelier poésie, Expression Culturelle Éditeur, 2016. Cognac
- Les Poètes, l’Eau et le Feu, J-P Béchu et M Chamon, les Éd. Du Net. Paris, 2017. Saint Ouen
- Abécédaire, 10 ans Atelier de Groutel, livre accordéon, 2017. Sarthe
- Il y a 40 ans déjà, anthologie anniversaire, revue IHV, 2017. Chaville
- Au fond de nos yeux, tome II, photographies de Yvon Kervinio, L’Aventure Carto, 2017. Étel
- Sources, atelier poésie, Expression Culturelle Éditeur, 2017. Cognac
- Portile Poeziei, Editura Tim, Resita, 2017. Roumanie
- Anthologie de l’association des écrivains à Belgrade, 2017. Serbie
- L’anthologie des poètes sémaphoristes, Éditions Maison de la Poésie-Pays de Quimperlé, 2018 Sélection de Poètes Bretons, Pierre Montfort, 2018
- Méditation Atlantique, Anthologie personnelle Bruno Geneste, Éditions Rafaël de Surtis/Éditinter, 2018
- Causeries au coin du poème, volume III, dirigé par Liam, Éditions FutureScan, 2018. Baye
- Quinze poètes de Bretagne (pour ados), dirigé par Alain-Gabriel Monot, Éd. Locus Solus (à paraître)
- L’eau, anthologie internationale, Claudine Bertrand, Les Éditions Henry, 2018
- Chemins, atelier poésie, Expression Culturelle Éditeur, 2018. Cognac
- Annuaire des artistes et écrivains francophones, Pierre Monfort, 2018
- Sélection de Poètes Bretons, Pierre Monfort, 2018
- Pléiade des poètes francophones, gerbes de poésie, de Pierre Montfort, 2019
- Anthologie de la poésie française du Moyen Âge à nos jours, par Alain Saint Saëns, Rennes, à paraître, 2019
- Anthologie douze ans des Éditions Sauvages (à paraître en 2020)
- Portraits de Bretagne, photos de Yvon Kervinio, Éditions L'Aventure Carto, 2020
- Anthologie du festival Steppe Lira Russie, septembre 2018
- Chemins, atelier poésie, Expression Culturelle Éditeur, Cognac, 2018
- Anthologie Phare et sémaphore, Maison de la Poésie du Pays de Quimperlé, 2020
- On a mis la Bretagne en poème, dirigé par Alain-Gabriel Monot, Éd. Locus Solus, 2019
- Au fil du temps, atelier de poésie, Expression Culturelle Éditeur, Cognac, 2019
- Anthologie de la poésie française du Moyen Âge à nos jours, par Alain Saint Saëns, Rennes, 2021?
- Littérature bretonne en langue française, direction de Pascal Rannou, Éditions Yoran Embanner, 2020
- Géographie littéraire de Bretagne, 35 portraits d'auteurs vivants par Alain-Gabriel Monot, Éditions Ouest-France, 2020
- Dire, atelier poésie, Expression Culturelle Éditeur, 2020, Cognac
- Au temps du Corna, dirigé par Pierre Montfort, 2020
- Poètes de Bretagne, lectures choisies de Pierre Tanguy, Les Éditions Sauvages, 2021
- Onn Zeu Oueb Again, Le Livre, coordonné par Patrice Perron, 2021
- Regards, atelier poésie, Expression Culturelle Éditeur, 2021, Cognac
- Anthologie de l'émerveillement, J-P. Béchu et M. Chamon, les Éditions du Net, 2021, Paris
- The complete poems of Issa Hassan Al-Yasiri, volume I, II, III, MK Publishing 2021, Irak
- The Southern Bird, Al-Yasiri in his Eightieth Year, ABDL Razzak All-Rubaei & Ahmed Raffa'a, 2022, Irak
- Causeries au coin du poème VI, dirigé par Liam, Éditions FutureScan, 2021, Baye
- Un siècle d'écrivains à Cordes-sur-Ciel et environs, Bruno Geneste et Paul Sanda, éditions Rafael de Surtis, 2022
- Écrivains de Bretagne, lectures choisies de Pierre Tanguy, Les Éditions Sauvages, 2022
- Causeries au coin du poème VII, dirigé par Liam, Éditions FutureScan, 2022, Baye
- Recueil des poésies du concours Glenmor 2022, Éditions Glenmor An Distro, 2022, Carhaix
- Mirages, atelier poésie, Expression Culturelle Éditeur, 2022, Cognac
- Espaces, atelier poésie, Expression Culturelle Éditeur, 2023, Cognac
- Anthologie de l'émerveillement II, J-P. Béchu et M. Chamon, Les Éditions du Net, 2023, Paris
- Nouvelle anthologie des poètes bretons, Pierre Montfort, 2023
- Anthologie cartes-poèmes, Lydia Padellec, 2023
- Anthologie des textes d'adieu, Philippe Mouazan, Groix éditions, à paraîtrte

## Récompenses et hommages
- 2014 : prix Xavier Grall pour l'ensemble de son œuvre.
- Premier label Spered Gouez pour son récital de poésie musicale, 2011.
- 2009 : Coup de cœur du grand prix du disque du Télégramme pour le CD-DVD Vents solaires en janvier 2019, au titre de l'année 2018.
- Deuxième finaliste du prix poésie Camille Le Mercier d'Erm pour le livre Mordre le monde, décerné par l'Association des Écrivains Bretons, 2013.
- Premier finaliste du prix poésie Camille Le Mercier d'Erm pour le livre Bréviaire de sel, décerné par L'Association des Écrivains Bretons, 2014.
- Premier du prix poésie Angèle Vannier pour le livre Avec les orties du temps, décerné par L'Association des Écrivains Breton, 2017.
- Stèle en pierre à Trois-Rivières (Québec) au bord du Saint-Laurent, en hommage à Louis Bertholom avec un extrait d'un de ses poèmes, sur laquelle est inscrit « Louis Bertholom, 1955, poète breton ».
- Chemin des poètes, Printemps de Durcet (Basse-Normandie), 2019, une borne pérenne avec nom et extrait de poème.

## Pour approfondir

### Biographie
- Alain-Gabriel Monot, Louis Bertholom, le poème comme un cri, Éditions Yoran embanner, 2020.